# Combat air patrol
Una combat air patrol (pattugliamento aereo da combattimento), spesso abbreviato in CAP, è un tipo di missione difensiva per un aereo da caccia, nel quale viene sorvegliato un determinato sito, sia esso un'installazione fissa a terra, una nave in mare o, meno comunemente, un aereo di supporto, come un aereo cisterna, oppure una determinata area.
Tipicamente coinvolge dei caccia che volino in formazione intorno alla zona da difendere, pronti a contrastare eventuali attacchi nemici. Per una maggiore efficacia, le missioni di volo CAP possono dispiegare aerei posizionati a quote diverse, sia basse sia alte, in modo da abbreviare i tempi di risposta in caso di un attacco.
Le missioni CAP sono caratteristiche delle operazioni di squadre imbarcate su portaerei, in cui l'obbiettivo è la protezione del gruppo di battaglia. Ulteriori specializzazioni di questa missione sono:
- BARCAP: BARRrier Combat Air Patrol in cui lo schema di volo si interpone tra il gruppo di battaglia e la direzione dalla quale è più probabile che arrivi l'attacco.
- TARCAP: TARget Combat Air Patrol in cui si vola sopra o intorno all'obbiettivo di un attacco, in modo da proteggere gli aerei d'attacco specializzati, come il Lockheed AC-130 Spectre, dai caccia nemici.
- HAVCAP: High Asset Value Combat Air Patrol, in cui si vola per proteggere un bersaglio di grande valore (come un'aerocisterna o un aereo AWACS) durante uno specifico "tempo di stazionamento".

Questa attività ha ispirato il videogioco Combat Air Patrol, un simulatore di volo pubblicato dalla Psygnosis nel 1995.